# توسنینه
توسنینه (به عربی: توسنینة) یک شهرداری در الجزایر است که در استان تیارت واقع شده‌است.